# 盧卡·唐西奇
盧卡·唐西奇（發音：[ˈlùːka ˈdòːntʃitʃ]，1999年2月28日—）是斯洛維尼亞職業籃球運動員，場上位置為控球後衛，現效力於NBA洛杉矶湖人。2017年9月18日，唐西奇隨斯洛維尼亞國家隊贏得隊史首座歐洲籃球錦標賽冠軍，同時入選歐洲盃最佳陣容。2019年6月25日，唐西奇獲得NBA年度最佳新秀，至今唐西奇已入選了5次NBA年度最佳陣容第一隊。

## 早期生活
唐西奇出生於斯洛維尼亞首都盧布爾雅那的籃球世家，他的父親薩沙有著輝煌的職業生涯，1991年斯洛維尼亞在「十日戰爭」脫離南斯拉夫之前，曾經獲選過最後一屆的U16國手，成年後於2005年歐錦資格賽入選過斯洛維尼亞國家隊，退休後擔任職業球隊教練至今，2015年也曾以教練身分進入過國家隊二隊教練團。而他的母親米爾亞姆曾是一名舞蹈演員、模特和跨欄運動員，退休後在盧布爾雅那當地開設了一間美容院。後來唐西奇夫婦在2008年正式離婚，由他的母親取得兒子的撫養權和法定監護權。
根據家人的說法，唐西奇在七個月大時第一次接觸了籃球。童年時期的他經常參加各項體育運動，也曾嘗試過足球運動，後來因為身高實在太突出而放棄。當唐西奇七歲時，他開始在盧比安那當地的小學打籃球。當時校隊中有許多隊友年紀都大他不少，唐西奇日後談到此事曾表示：「我總是和許多經驗比我豐富的大孩子們一起訓練。他們之中有許多人身材比我更高大且速度更快，所以我不得不用腦子打敗他們。」
青少年時期的唐西奇相當仰慕希臘籃球運動員瓦西利斯·斯潘諾利斯，他曾表示自己在皇家马德里穿著7號球衣是為了紀念斯潘諾利斯。

## 青年隊生涯

### 奧林匹亞聯盟
在唐西奇八歲那年，因為父親轉隊到首都盧布爾雅那的奧林匹亞聯盟，也帶著他加入奧林匹亞聯盟在首都建教合作的一所籃球學校。奧林匹亞聯盟籃球學校教練布雷佐維奇邀請唐西奇與一群和他年紀相仿的隊員進行練習，但是他在第一次訓練時僅花了16分鐘，就被教練帶去參加十一歲級別的梯隊。然後經過一次完整練習之後，他就被列為奧林匹亞聯盟U14青年隊的選拔隊人選了，只是礙於當時年紀太小，依照規定，他還不具與球隊簽約的資格，只能參加俱樂部的U12選拔隊。儘管無法與球隊簽約，唐西奇仍經常主動要求參加隊內的訓練。
2011年9月，唐西奇代表奧林匹亞聯盟U14青年隊參加於布達佩斯舉辦的錦標賽，面對年紀大了自己將近三歲的對手，唐西奇幫助青年隊打到冠軍戰才敗給西班牙的巴塞隆納青年隊，自己還以第二名球隊之姿，被選為最有價值球員，開始吸引了許多歐洲職業球團注意。皇馬青年軍的發展主任艾爾貝托·安古洛親自邀請唐西奇前往西班牙，隨後那年他被租借到皇家马德里，以全隊最年輕之姿，參加全西班牙兒童錦標賽。唐西奇平均每場比賽貢獻13.0分、4.0個籃板、2.8次助攻以及3.3次抄截，贏得錦標賽最有價值球員榮譽，並帶領皇家馬德里榮獲第二名，也是因為這個機會他才被皇家馬德里看上並開啟了他未來的職業籃球員之路。

### 皇家馬德里
2012年2月，在西甲發展聯盟決賽皇家馬德里對陣巴塞羅那的比賽中，作為從奧林匹亞聯盟租借來球員身份登場的唐西奇砍下20分。4月，U13巡迴賽羅馬站比賽，唐西奇發揮出色，得到54分11籃板10助攻。皇家馬德里主教練看中其潛力，2012年9月，年僅13歲的唐西奇被皇家馬德里招致麾下與皇家馬德里簽下了一份為期五年的合同，他搬到馬德里並立即進入了皇家馬德里U14隊與教練柏高列當度一起在青年隊。
2013年2月，唐西奇帶領皇家馬德里取得了西班牙青年國王盃的勝利，場均得到24.5分，13個籃板，4次助攻和6次搶斷。在比賽的最後一場比賽中，他貢獻25分，16個籃板和5次搶斷，擊敗巴塞羅那足球俱樂部並贏得MVP榮譽。3月，唐西奇贏得了16歲以下西班牙錦標賽的MVP榮譽，在大加那利島青年隊的冠軍賽中獲得25分。由於在皇家馬德里U16隊中的優異表現，2014年，唐西奇升入皇家馬德里2隊。隨著年齡和球技的增長，唐西奇漸漸成為了皇家馬德里青年隊的領軍人物，2014-15賽季場均得到14.5分6.2籃板3.1助攻，幫助球隊在西班牙丙級聯賽第二小組中拿到第一名的成績。
2015年1月，唐西奇帶領球隊獲得洛斯皮塔萊巡迴賽冠軍，因為他優異的表現他入選了第一陣容。在比賽中，於1月6日對陣老東家聯盟的奧林匹亞聯盟青年隊，比賽中他獲得雙雙的13分，13個籃板，4次助攻和4次搶斷。2015年5月，參加了歐洲籃協舉辦的阿迪達斯下一代籃球錦標賽，在決賽中幫助皇家馬德里擊敗衛冕冠軍貝爾格萊德紅星青年隊後，並榮膺總決賽MVP 。到賽季結束時，他從籃球網站Eurobasket.com獲得了全聯盟榮譽獎。

## 職業生涯

### 皇家馬德里

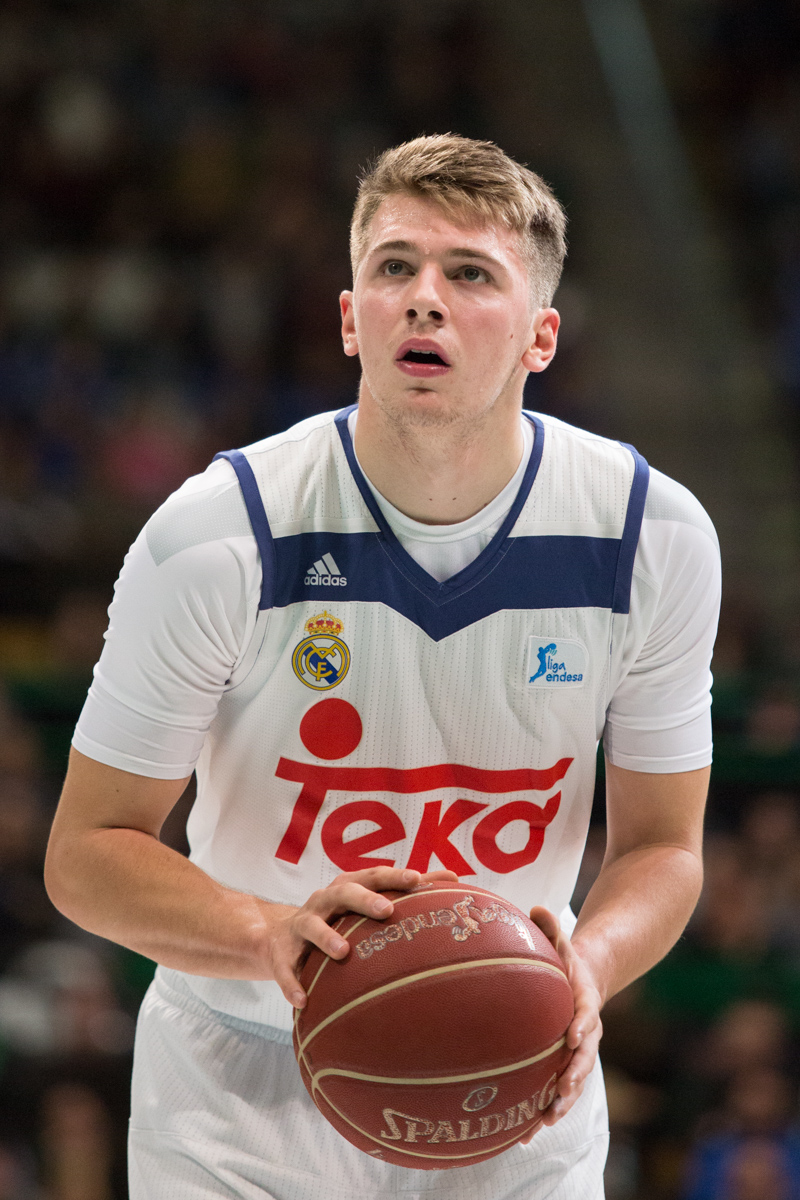
正在罰球的唐西奇。（2017年）

2015年4月30日，年僅16歲的盧卡·唐西奇在西班牙男籃甲級聯賽皇家馬德里對陣馬拉加銀行的比賽完成自己職業聯賽首秀，全場比賽得到3分。他也成為西班牙甲級聯賽中第三年輕完成首秀最年輕的球員，緊隨里奇·魯比奧（14歲11個月）和雷波羅（15歲3個月）之後，同時也成為皇家馬德里隊史出戰西甲的最年輕球員。
2014-15賽季，唐西奇出場5次，場均上場4.8分鐘得到1.6分1.2籃板。
2015-16賽季，唐西奇出場5次，場均上場4.8分鐘得到4.5分2.6籃板1.7助攻。
2018年5月20日，歐洲籃球聯賽EuroLeague官方宣布，來自皇家馬德里的後衛唐西奇包攬了2017-2018賽季歐洲聯賽最有價值球員及最佳新秀獎項。在歐洲籃球聯賽半決賽中，唐西奇出場30分鐘，12投4中，三分球6投2中，罰球8罰6中得到16分7籃板2助攻1搶斷，幫助皇家馬德里92 -83戰勝莫斯科中央陸軍殺入到決賽。5月21日，皇家馬德里以85-80擊敗費內巴切，奪得歐洲籃球聯賽冠軍。唐西奇出場29分鐘，8投3中，罰球10投8中，得到15分3籃板4助攻1搶斷，並當選最終四強賽MVP。19歲的唐西奇也成為了歷史上獲得最終四強賽MVP最年輕的球員。6月20日，在西班牙男籃甲級聯賽決賽中，皇家馬德里客場96-85戰勝巴斯克尼亞，從而以大比分3-1獲得了2017-2018賽季西甲冠軍。皇家馬德里球員唐西奇出場29分鐘，得到15分3籃板4助攻。

### 達拉斯獨行俠（2018−2025）

#### 新秀年（2018–2019）
2018年6月22日，在2018年NBA選秀大會中，盧卡·唐西奇在首輪第3順位被亚特兰大老鹰選中，隨後被交易至達拉斯獨行俠。10月18日，獨行俠以100-121負于菲尼克斯太阳，唐西奇出場32分鐘，16投5中得到10分8籃板4助攻，完成了個人NBA生涯首秀。10月30日，獨行俠在客場歷經加時以108-113不敵圣安东尼奥马刺，唐西奇出場40分鐘，18投11中，其中三分球6投4中，罰球6罰5中，得到31分8籃板4助攻1搶斷1封蓋，刷新個人職業生涯單場得分新高。12月4日，NBA官方宣布，獨行俠前鋒唐西奇當選11月西部最佳新秀。12月11日，獨行俠以101-76戰勝奥兰多魔术，唐西奇上場25分鐘，得到7分11籃板9助攻，其中11個籃板和9個助攻分別創下了個人職業生涯籃板數以及助攻數新高。12月21日，獨行俠客場以121-125不敵洛杉矶快船，唐西奇出場31分鐘，20投10中，三分球6投3中，罰球13罰9中，得到32分4籃板5助攻4搶斷，刷新個人常規賽生涯的單場得分新高。12月29日，獨行俠客場112-114不敵新奥尔良鹈鹕，唐西奇出場34分鐘，16投10中，其中三分球10投7中，取得34分2籃板3助攻，刷新個人常規賽生涯的單場得分新高。2019年1月4日，NBA官方宣布唐西奇當選12月西部最佳新秀。1月22日，獨行俠客場以106-116輸給了密尔沃基雄鹿，唐西奇出場33分鐘，17投6中得到了18分11籃板10助攻的三雙數據，這是他NBA生涯的第一個三雙。唐西奇成為了NBA歷史上第三年輕的“三雙先生”（19歲零327天），僅次於76人後衛馬基爾·富斯（19歲零317天）及拉梅洛·鮑爾（19歲140天）。1月28日，獨行俠120-123不敵多伦多猛龙，唐西奇上場36分鐘，24投14中其中三分9投3中，得到35分12籃板10助攻，個人職業生涯常規賽第2次收穫三雙，35分也創下了個人職業生涯常規賽的得分新高。2月2日，NBA官方宣布，唐西奇當選1月西部最佳新秀。2月12日，唐西奇成為NBA歷史上首位在全明星周末前砍下1100分的19歲及以下球員。3月2日，NBA宣布，唐西奇被評為2月份的西部最佳新秀。3月11日，獨行俠隊以93-94不敵休斯敦火箭，獨行俠球員唐西奇出場37分鐘，16投5中，得到19分15籃板9助攻2搶斷2蓋帽，創個人職業生涯籃板新高。3月22日，在獨行俠以100-116不敵沙加緬度國王的常規賽中，唐西奇得到13分10籃板的兩雙數據。這是唐西奇本賽季第20場得到兩雙的比賽，打破了獨行俠隊史新秀賽季兩雙數紀錄。之前的紀錄由贾森·基德保持，他在1994-95賽季曾19次得到兩雙。4月12日，NBA官方公佈了三四月份西部月最佳新秀，唐西奇當選。5月22日，NBA公佈了賽季最佳新秀陣容，唐西奇得到了全部100張第一陣選票，入選了最佳新秀一陣。6月24日，唐西奇得到了98張票獲NBA年度最佳新秀。

#### 第二年（2019–2020）
2019年11月2日，對上洛杉矶湖人，勒布朗·詹姆斯繳出39分16助攻12籃板，唐西奇也有31分15助攻13籃板，成為聯盟史上首對單場皆送出至少15助攻並拿下大三元的對手。本賽季唐西奇職業生涯第一次入選全明星，且第一次入選年度陣容就入選年度第一隊。 2020年8月23日，季後賽首輪第四場，唐西奇繳交出43分17籃板13助攻的成績，且以後撤三分絕殺洛杉矶快船，將系列賽扳平為2-2，但隨後洛杉矶快船拿下了接下來的兩場比賽，以4-2淘汰了獨行俠。

#### 第三年（2020–2021）
2021年2月24日，唐西奇在對陣波士顿凯尔特人的比賽中，在107比107戰平時，獨自運球至前場，三分出手，絕殺並戰勝波士顿凯尔特人。
唐西奇出色的表現幫助達拉斯獨行俠以西區第5種子身分晉級季後賽，而季後賽首輪將面對去年的對手洛杉矶快船，在取得開局2-0及拿下天王山之戰的優勢下，最終卻被4-3逆轉，連續兩年均止步首輪。

#### 第四年（2021–2022）
2021年8月10日，唐西奇與獨行俠達成一份5年2.07億美元的超頂薪續約合同。唐西奇帶領獨行俠在季後賽連斬猶他爵士、奪冠熱門菲尼克斯太阳打進西區決賽，最後被金州勇士4-1淘汰。

#### 第五年（2022–2023）
2022年12月28日，唐西奇在達拉斯獨行俠對上紐約尼克的賽事上最終取得60分、21籃板與10助攻完成超級大三元的成績，成為NBA史上第一人。本季由唐西奇率領的獨行俠，在季中交易來明星控衛凯里·欧文，但因磨合問題最終卻只得到38勝44敗，排名西區第11名的成績，球隊止步於附加賽之外。

#### 第六年（2023–2024）
比起上賽季，今年唐西奇和凯里·欧文明顯比上賽季更有默契，更何況季中又靠著優秀的管理層交易來了丹尼爾·加福德和P·J·華盛頓，奪冠的可能性也增大了不少。2023年10月25日，唐西奇拿下33分、14個籃板和10次助攻的三雙，幫助球隊以126-119擊敗聖安東尼奧馬刺。他也成為獨行俠史上第一位在賽季開幕戰中拿下30分三雙的球員。
2024年1月26日，唐西奇出戰老鷹，刷新了七六人一哥喬爾·恩比德4天前單場70分的賽季紀錄，他半場就飆出41分，前3節打完得分來到57分，末節又添16分，終場以33投25中、高達75.8%的命中率暴砍73分、10籃板和7助攻，三分球13投8中、命中率61.5%，罰球16罰15中；不僅創下個人與隊史新高，也追平NBA史上第4高的單場得分紀錄，這也是自已故洛城傳奇柯比·布萊恩2006年砍下81分後的單場最高分。根據統計，他是史上首位單場投籃命中率達到75%以上且得分突破70分的球員。
2024年3月12日，面對芝加哥公牛繳出27分、14助攻和12籃板並飆進6顆三分球。打破了歷史紀錄，連續7場都大三元。
唐西奇在例行賽結束時成為第一位在NBA得分榜上領先的歐洲球員，也是第二位實現這一壯舉的國際球員。
2024年帶領獨行俠進季後賽。2024年5月31日，獨行俠在西區冠軍系列賽以4:1淘汰明尼蘇達灰狼，唐西奇榮獲NBA西區決賽最有價值球員。

### 洛杉磯湖人（2025−至今）
2025年2月2日，東契奇在一場與犹他爵士三方交易中，被交易至洛杉矶湖人以換取安東尼·戴維斯、馬克斯·克里斯蒂及2029年湖人首輪籤。
2025年4月9日，唐西奇在被交易後首度重返達拉斯，代表洛杉磯湖人出戰前東家達拉斯獨行俠。此役他28投16中、三分球10投7中，攻下全場最高的45分，並貢獻4次抄截。獨行俠球團為迎接這位效力七年的前當家球星，特別為進場觀眾準備印有斯洛維尼亞語「Hvala za vse」（意為「謝謝」）的紀念T恤，並於賽前播放致敬影片回顧其在隊期間的點滴，唐西奇觀看時情緒激動，數度落淚。比賽期間，達拉斯球迷多次高喊「Fire Nico」，表達對球團總管Nico Harrison的不滿。最終湖人以112比97擊敗獨行俠，持續穩居西區第三。
季後賽階段，出乎所有人的意料，湖人以1:4不敵第六種子明尼蘇達灰狼（兩者僅有一場勝差），唐西奇無緣次輪。

## 國家隊生涯
2014年，盧卡·唐西奇入選了斯洛文尼亚U16青年國家隊，進入了歐洲U16錦標賽的大名單，但是後來因為受傷未能參賽。
2017年9月18日，盧卡·唐西奇幫助斯洛文尼亚国家男子篮球队在歐洲男子籃球錦標賽決賽上以93:85戰勝塞爾維亞，史上首次奪得歐錦賽冠軍。盧卡·唐西奇在該場比賽第三節防守落地踩到隊友蘭多夫扭傷腳踝，全場得到8分7籃板。盧卡·唐西奇在歐錦賽的9場比賽中場均得到14.3分8.1籃板3.6助攻0.9搶斷0.3蓋帽，投籃命中率為40.6%，三分命中率為31.1%，罰球命中率為84.8%，幫助斯洛維尼亞9戰全勝，並入選了歐錦賽最佳陣容。
2020年7月26日，東京奧運預賽，唐西奇帶領斯洛維尼亞國家隊以118:100擊敗阿根廷，得到48分11籃5助攻，為斯洛維尼亞男籃首戰取得捷報（不計熱身賽）。之後亦帶領球隊分別擊敗日本及西班牙，帶領國家隊挺進八強。八強面對德國，唐西奇德到20分8板11助攻的全面數據，並擊敗德國進入準決賽，將迎戰法國。8月5日，在對戰法國的賽事中，唐西奇攻下16分10板18助攻大三元。然而他受制於法國外線球員尼古拉·巴頓及法國高塔戈貝爾的防守，全場手感不佳，18投5中，三分9投3中，分別得27.8%及33.3%的命中率，不過他同時多次為隊友製造機會。第四節救界外球時更撞上裁判席膠板。最後以1分之差89:90惜敗法國。銅牌戰以93:107不敵澳洲。
2023年9月3日， 唐西奇率領的斯洛維尼亞在FIBA世界盃遭到德國隊復仇，以29分之差慘敗，不過仍以K組第二名晉級八強。9月6日，八強面對加拿大，唐西奇攻下全隊最高的26分，外加5助攻，然而卻在第四節吞下第二支技術犯規而被驅逐出場，而球隊也以89:100不敵加拿大。9月7日，5-8名排名戰首場面對立陶宛，唐西奇上半場便攻入19分，但表現開高走低，下半場10投僅1中的情況下，儘管最後攻下全場最高的29分，球隊仍以84:100不敵立陶宛。9月9日，第7名決定戰面對義大利，唐西奇繳出29分10籃板8助攻的全能數據，助球隊89:85擊敗義大利奪得第7名。

## 職業生涯數據

### NBA例行賽數據統計
| 賽季     | 球隊     | GP  | GS  | MPG  | FG%  | 3P%  | FT%  | RPG | APG | SPG | BPG | PPG   |
| -------- | -------- | --- | --- | ---- | ---- | ---- | ---- | --- | --- | --- | --- | ----- |
| 2018–19  | DAL      | 72  | 72  | 32.2 | 42.7 | 32.7 | 71.3 | 7.8 | 6.0 | 1.1 | 0.3 | 21.2  |
| 2019–20  | DAL      | 61  | 61  | 33.6 | 46.3 | 31.6 | 75.8 | 9.4 | 8.8 | 1.0 | 0.2 | 28.8  |
| 2020–21  | DAL      | 66  | 66  | 34.3 | 47.9 | 35.0 | 73.0 | 8.0 | 8.6 | 1.0 | 0.5 | 27.7  |
| 2021–22  | DAL      | 65  | 65  | 35.4 | 45.7 | 35.3 | 74.4 | 9.1 | 8.7 | 1.2 | 0.6 | 28.4  |
| 2022–23  | DAL      | 66  | 66  | 36.2 | 49.6 | 34.2 | 74.2 | 8.6 | 8.0 | 1.4 | 0.5 | 32.4  |
| 2023–24  | DAL      | 70  | 70  | 37.5 | 48.7 | 38.2 | 78.6 | 9.2 | 9.8 | 1.4 | 0.5 | 33.9* |
| 職業生涯 | 職業生涯 | 400 | 400 | 34.9 | 47.0 | 34.7 | 74.7 | 8.7 | 8.3 | 1.2 | 0.5 | 28.7  |
| 明星賽   | 明星賽   | 5   | 4   | 23.1 | 41.2 | 29.2 | —    | 2.6 | 5.4 | 0.2 | 0.0 | 7.0   |

### NBA季後賽數據統計
| 賽季     | 球隊     | GP | GS | MPG  | FG%  | 3P%  | FT%  | RPG | APG  | SPG | BPG | PPG  |
| -------- | -------- | -- | -- | ---- | ---- | ---- | ---- | --- | ---- | --- | --- | ---- |
| 2019–20  | DAL      | 6  | 6  | 35.8 | 50.0 | 36.4 | 65.6 | 9.8 | 8.7  | 1.2 | 0.5 | 31.0 |
| 2020–21  | DAL      | 7  | 7  | 40.1 | 49.0 | 40.8 | 52.9 | 7.9 | 10.3 | 1.3 | 0.4 | 35.7 |
| 2021–22  | DAL      | 15 | 15 | 36.8 | 45.5 | 34.5 | 77.0 | 9.8 | 6.4  | 1.8 | 0.6 | 31.7 |
| 2023–24  | DAL      | 22 | 22 | 40.9 | 44.6 | 32.2 | 76.5 | 9.5 | 8.1  | 1.9 | 0.4 | 28.9 |
| 職業生涯 | 職業生涯 | 50 | 50 | 39.0 | 46.2 | 34.7 | 72.0 | 9.4 | 8.0  | 1.7 | 0.5 | 30.9 |

### 歐洲籃球聯賽數據統計
|   | 代表唐西奇於該年度贏得總冠軍 |
| * | 領先聯盟                     |

| 賽季     | 球隊       | GP | GS | MPG  | FG%  | 3P%  | FT%  | RPG | APG | SPG | BPG | PPG  | PIR  |
| -------- | ---------- | -- | -- | ---- | ---- | ---- | ---- | --- | --- | --- | --- | ---- | ---- |
| 2015–16  | 皇家马德里 | 12 | 0  | 11.1 | 40.7 | 31.3 | 88.2 | 2.3 | 2.0 | 0.2 | 0.3 | 3.5  | 6.2  |
| 2016–17  | 皇家马德里 | 35 | 15 | 19.9 | 43.3 | 37.1 | 84.4 | 4.5 | 4.2 | 0.9 | 0.2 | 7.8  | 13.3 |
| 2017–18  | 皇家马德里 | 27 | 11 | 25.7 | 46.8 | 32.2 | 81.3 | 4.8 | 4.6 | 1.2 | 0.4 | 16.9 | 21.5 |
| 職業生涯 | 職業生涯   | 47 | 15 | 17.6 | 43.0 | 36.4 | 85.1 | 3.9 | 3.7 | 0.7 | 0.2 | 6.7  | 15.6 |

### 西班牙甲級聯賽數據統計
| 賽季     | 球隊       | GP  | GS | MPG  | FG%  | 3P%  | FT%  | RPG | APG | SPG | BPG | PPG  | PIR  |
| -------- | ---------- | --- | -- | ---- | ---- | ---- | ---- | --- | --- | --- | --- | ---- | ---- |
| 2014–15  | 皇家马德里 | 5   | 0  | 4.8  | 33.3 | 33.3 | 75.0 | 1.2 | 0.0 | 0.0 | 0.0 | 1.6  | 1.8  |
| 2015–16  | 皇家马德里 | 39  | 0  | 12.9 | 52.6 | 39.2 | 70.8 | 2.6 | 1.7 | 0.4 | 0.3 | 4.5  | 5.9  |
| 2016–17  | 皇家马德里 | 42  | 11 | 19.8 | 44.1 | 29.5 | 78.5 | 4.4 | 3.0 | 0.6 | 0.3 | 7.5  | 11.9 |
| 2017–18  | 皇家马德里 | 24  | 12 | 24.0 | 45.8 | 26.5 | 79.1 | 5.7 | 4.9 | 1.0 | 0.3 | 12.8 | 18.4 |
| 職業生涯 | 職業生涯   | 110 | 23 | 17.6 | 46.3 | 30.3 | 77.0 | 3.9 | 2.8 | 0.6 | 0.3 | 7.3  | 11.6 |

## 外部連結
- 盧卡·唐西奇的X（前Twitter）
- 卢卡·东契奇在fiba.basketball（英语）
- 卢卡·东契奇在archive.fiba.com（存檔）（英语）
- 卢卡·东契奇在NBA官網（英语）
- 卢卡·东契奇在歐洲籃球聯賽官網（英语）
- 卢卡·东契奇在西班牙篮球甲级联赛官網（球員）（西班牙语）
- 卢卡·东契奇在Basketball-Reference.com（NBA）（英语）
- 卢卡·东契奇在Basketball-Reference.com（國際）（英语）
- 卢卡·东契奇在ESPN（NBA）（英语）
- 卢卡·东契奇在Eurobasket.com（球員）（英语）
- 卢卡·东契奇在Proballers（英语）
- 卢卡·东契奇在RealGM（球員）（英语）
- 卢卡·东契奇在Olympics.com（英语）
- 卢卡·东契奇在Olympedia（英语）
- 卢卡·东契奇在Flashscore（英语）